# Liste der Kulturdenkmale in Bekmünde
In der Liste der Kulturdenkmale in Bekmünde sind alle Kulturdenkmale der schleswig-holsteinischen Gemeinde Bekmünde (Kreis Steinburg) aufgelistet (Stand: 10. März 2025). 

## Legende
In den Spalten befinden sich folgende Informationen:
- Objekt-ID: die Nummer des Kulturdenkmales
- Lage: die Adresse des Kulturdenkmales und die geographischen Koordinaten. Kartenansicht, um Koordinaten zu setzen. In der Kartenansicht sind Kulturdenkmale ohne Koordinaten mit einem roten Marker dargestellt und können in der Karte gesetzt werden. Kulturdenkmale ohne Bild sind mit einem blauen Marker gekennzeichnet, Kulturdenkmale mit Bild mit einem grünen Marker.
- Offizielle Bezeichnung: Bezeichnung des Kulturdenkmales
- Beschreibung: die Beschreibung des Kulturdenkmales
- Bild: ein Bild des Kulturdenkmales

## Bauliche Anlagen
| Objekt-ID | Lage                                        | Offizielle Bezeichnung | Beschreibung | Bild |
| --------- | ------------------------------------------- | ---------------------- | --- | ---- |
| 9667      | Schadendorf 2 (53° 55′ 45″ N, 9° 26′ 13″ O) | Husmannshus            | Husmannshus; nach 1683 (d); Halb- und Vollwalmdach mit Reetdeckung, Heckschuur, Gerüst aus Kiefern- und Eichenhölzern, Fachwerk der Vorderfront in Teilen erhalten, sonst Ziegelfassaden - Begründung: geschichtlich, wissenschaftlich, Kulturlandschaft prägend - Schutzumfang: gesamtes Objekt - Denkmaltyp: Bauliche Anlage | BW   |